# Raoul Barbe-bleue
Raoul Barbe-bleue (deutscher Titel: Raoul Blaubart) ist eine Opéra-comique (Originalbezeichnung: „Comédie“) in drei Akten des französischen Komponisten André-Ernest-Modeste Grétry. Das Libretto stammt von Michel-Jean Sedaine nach dem Märchen aus den Contes de ma mère l’oye. Histoires ou Contes du temps passé, avec des moralités (1697) von Charles Perrault. Die Uraufführung fand am 2. März 1789 in der Salle Favart der Comédie-Italienne in Paris statt. Das Werk ist Godefroid de Villeraneuse gewidmet.

## Handlung

### Erster Akt
Isaure möchte Vergy heiraten, aber ihre Brüder Marquis und Vicomte sind gegen diese Verbindung. Sie haben bereits mit dem reichen Adligen Raoul de Carmantes ausgemacht, dass dieser Isaure ehelichen soll. Durch diese Heirat soll sich die Familie finanziell besser stellen. Isaure, die auch weiterhin Vergy liebt, muss sich den Wünschen der Brüder beugen. Schweren Herzens gibt sie Vergy auf. Ihr Schmerz wird mit prachtvollem Schmuck von Raoul etwas gelindert.

### Zweiter Akt
Raoul erzählt seinem Diener, dass er seine ersten drei Frauen wegen einer Prophezeiung getötet hat. Man hatte ihm einst vorhergesagt, dass ihn die Neugier seiner Frau den Tod bringen werde. Seine ersten drei Frauen hatten sich als zu neugierig erwiesen, und Raoul hatte sie um eben dieser Prophezeiung wegen getötet. Sein Diener Ofman bittet ihn, Isaure vor diesem Schicksal zu bewahren. Raoul beschließt, sie auf die Probe zu stellen. Er gibt ihr alle Zimmerschlüssel seines Schlosses mit der Vorgabe, sie dürfe alle Zimmer öffnen und betreten mit Ausnahme eines einzigen Kabinetts. Vergy, der Raoul ohnehin misstraute und sich um seine immer noch angebetete Isaure Sorgen macht, erscheint in der Verkleidung von Isaures Schwester Anne, um Isaure zu beschützen. Sie erzählt ihm von der Geschichte mit dem verbotenen Zimmer. Vergy wittert sofort Verdacht und weist auf die Bilder in der Schlosshalle hin, auf der Lots Frau, Pandora und Psyche dargestellt sind. Diese Anspielung auf drei Frauengestalten, die alle für ihre Neugier bestraft wurden, verängstigt die beiden noch mehr. Allerdings kann Isaure der Versuchung doch nicht widerstehen. Sie öffnet das verbotene Zimmer und findet dort die Leichen der drei ermordeten Ex-Frauen von Raoul. Vergy und Isaure beschließen nun ihre Flucht.

### Dritter Akt
Noch ehe es zur Flucht von Isaure kommt, kehrt Raoul von einem Ausritt zurück. Er entdeckt, dass Isaure das ihr verbotene Zimmer geöffnet hat und will sie nun töten. Vergy gibt seine Tarnung auf und stellt sich Raoul zum Kampf. Dieser entzieht sich dem Kampf und zieht sich mit Isaure in ein Zimmer zurück, um seinen Mordplan zu verwirklichen. In letzter Minute erscheinen drei Ritter, die Väter der drei Ermordeten Ex-Frauen Raouls, die von dessen Gräueltaten gehört hatten. Gemeinsam mit Vergy töten sie Raoul, noch ehe er Isaure töten könnte. Damit ist der Bösewicht bestraft, und Vergy und Isaure können einer gemeinsamen Zukunft entgegensehen.

## Orchester
Die Orchesterbesetzung der Oper enthält die folgenden Instrumente:
- Holzbläser: zwei Flöten (auch Piccolo), zwei Oboen, zwei Klarinetten, zwei Fagotte
- Blechbläser: zwei Hörner, zwei Trompeten
- Pauken
- Streicher
- Bühnenmusik: Trompete

## Weitere Anmerkungen

Christel Eigensatz als Marie (Isaure), Wien 1804

Friedrich Hellwig in der Titelrolle, Dresden 1817

Das Werk stieß schon bei der Uraufführung auf Kritik. Die Musik kam gut an. Die Handlung aber war höchst umstritten. Die Kritiker waren der Meinung, es handele sich hier nicht wie versprochen um eine Komödie, sondern um eine Tragödie, die nichts in der Comédie-Italienne zu suchen hätte. Die Handlung der im März 1789 uraufgeführten Oper übt deutlich Kritik am Feudalismus, der durch Raoul verkörpert wird. Damit wird die bereits damals im französischen Volk vorhandene Unzufriedenheit mit dem bestehenden Gesellschaftssystem des sogenannten Ancien Régime aufgezeigt. Nur wenige Monate später sollte mit dem Sturm auf die Bastille und der damit beginnenden Französischen Revolution das Ende des Feudalismus in Frankreich eingeleitet werden. Ganz bewusst haben sowohl der Komponist als auch der Librettist der Oper ihre Sympathie mit der Unzufriedenheit der Bevölkerung mit dem System in ihrem Werk zum Ausdruck gebracht. Konsequenterweise waren es dann auch die Obrigkeit und der Adel, die zu der Zeit der Uraufführung der Oper schon in Sorge um ihre Zukunft waren, die das Werk ablehnten. In den 1790er Jahren wurde die Oper dann öfter gespielt. Auch außerhalb Frankreichs kam es zu Aufführungen, wie z. B. in Brüssel und Amsterdam (1791), in Hamburg (1797) und in St. Petersburg (1798). Die Oper wurde in verschiedene Sprachen übersetzt. Um das Jahr 1800 gab es zunehmend internationale Erfolge der Oper. Im deutschsprachigen Raum kam die Oper unter dem Titel Raoul Blaubart heraus. Im Lauf des 19. Jahrhunderts wurde die Oper immer wieder gespielt. Die Erstaufführung in Dresden im Jahr 1817 wurde von Carl Maria von Weber einstudiert und geleitet. Im Laufe der Zeit ließen die Aufführungen der Oper dann nach, bis sie mehr oder weniger ganz aus den Spielplänen der Opernhäuser und Theater verschwand. Das Thema Blaubart wurde von anderen Komponisten im 19. Jahrhundert neu aufgegriffen. Dazu gehört auch die Operette Blaubart von Jacques Offenbach.

## Neuinszenierungen und CD-Einspielung
Im Jahr 2018 kam es im Trøndelag Teater (Norwegen) im Rahmen des Barockfestivals Trondheim zu einer Neuinszenierung der Oper. Daraus entstand auch eine CD-Einspielung, die im November 2019 in den Handel gelangte. Es sangen und musizierten: Stephane Rougier, Chantal Santon Jeffery, das Orkester Nord unter der Leitung von Martin Wahlberg.

## Digitalisate
- Raoul Barbe-bleue: Noten und Audiodateien im International Music Score Library Project
- Partitur mit Libretto (französisch), Breitkopf & Härtel. Digitalisat bei Gallica
- Libretto (französisch), Paris 1789. Digitalisat bei Google Books
- Fürst Blaubart. Libretto (deutsch von Dr. Schmieder), Altona 1802. Digitalisat der Library of Congress
- Raoul der Blaubart. Libretto (deutsch von Dr. Schmieder), Wien 1804. Digitalisat der Library of Congress
- Raoul Blaubart. Libretto (deutsch von Dr. Schmieder), Hamburg (n. d.). Digitalisat der Library of Congress